# 브랑르

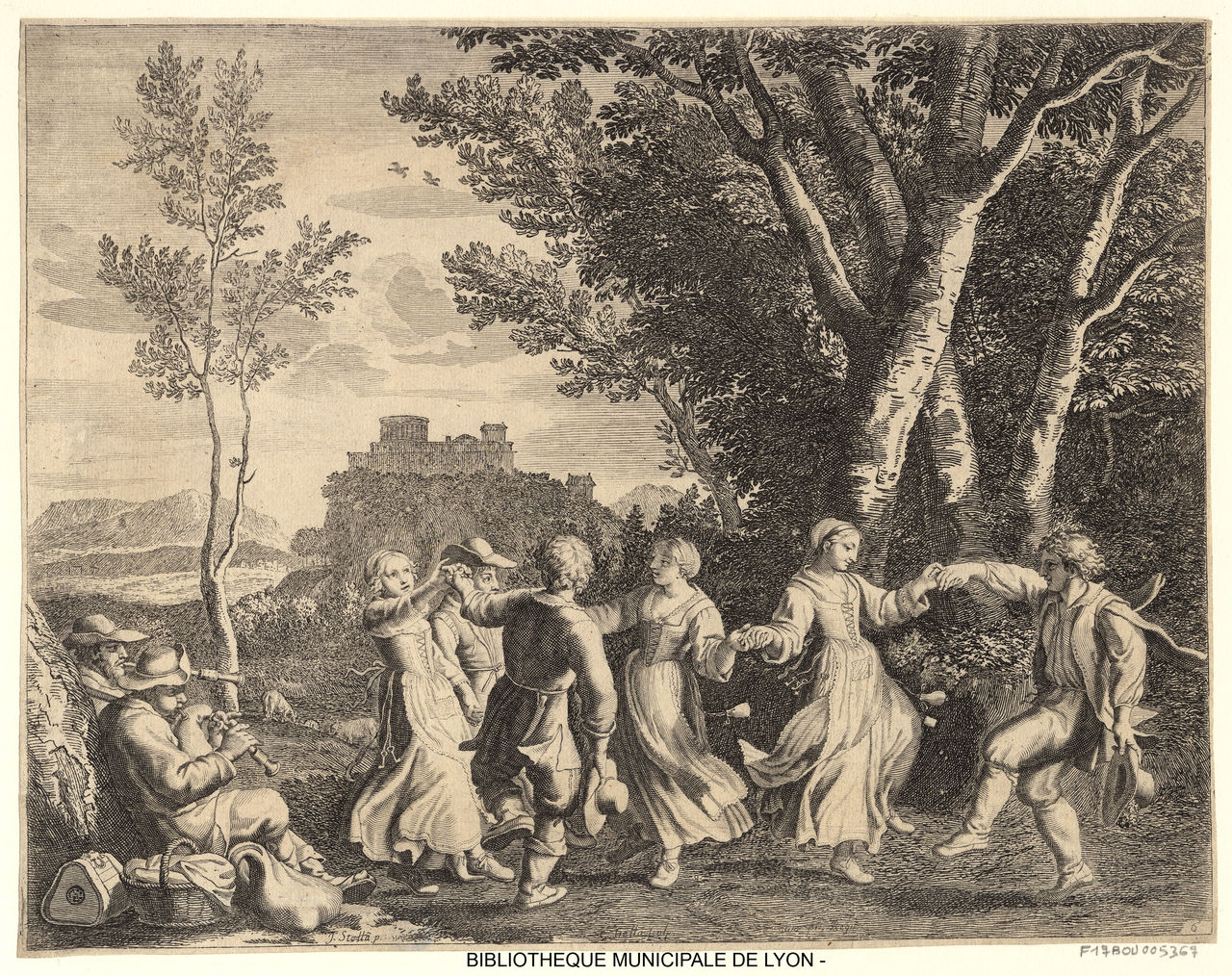

브랑르(프랑스어: Branle)는 16세기 전후의 유럽, 특히 프랑스를 중심으로 보급된 집단무용과 그 춤곡이다. 어원은 프랑스어로 ‘흔들리는’을 의미하는 'branler'에서 유래하였다. 원래는 서민들이 야외에서 춤을 추고 있던 것을 스텝의 하나로 도입한 것이지만, 후일 단독 무용이 되었다. 기본적으로 남녀가 한 쌍을 이루어 춤을 추며, 밝은 스텝이 특징이다.